# 안전진루권
안전진루권이란 타자나 주자가 아웃이 될 염려가 없이 다음의 누로 안전하게 진루할 수 있는 권리를 가리키는 단어이다. 3루에 주자가 있다면 안전진루권이 주어지는 경우엔 본루로 들어와서 득점을 올릴 수가 있다.

## 안전진루권이 주어지는 경우
여기서는 타자나 주자에게 안전진루권이 주어지는 경우들을 모두 나열한다.

### 안전진루권이 1개가 주어지는 경우
이 문단에선 안전진루권이 1개가 주어지는 경우를 서술한다.
- 보크: 투수는 주자를 기만하는 행위를 절대로 해선 안 되며 이를 어겼을 경우에는 누상의 주자들에게 1개의 안전진루권이 주어진다. 3루에 주자가 있다면 홈으로 들어와서 득점으로 인정이 된다.

- 1루에 주자가 있거나 자신이 타자일 경우에 나오는 볼넷, 몸에 맞는 공과 같은 사사구와 타격방해: 1루에 주자가 있거나 자신의 타자인 경우에 볼넷, 몸에 맞는 공을 얻거나 타격방해가 일어나면 타자는 자동으로 1루에 안전진루권이 부여되며 1루에 주자가 있다면 1루에 있는 주자에게 1개의 안전진루권이 부여된다. 이것이 만루에서 발생한 경우에는 누상의 주자들까지 1개의 누상씩 안전진루권으로 밀려나게 되어서 3루에 있는 주자의 득점이 자동으로 인정된다.

- 주루방해: 외야수나 내야수의 경우엔 누상의 주자가 다음의 누상으로 진루하는 것을 고의로 방해해서는 안 되며 이를 어겼을 경우엔 방해를 받은 해당 주자는 다음의 누상으로 1개의 안전진루권이 주어진다.

- 외야수나 내야수가 페어존이나 파울존에 떨어지는 공을 포구하거나 잡았을 때 외야수나 내야수가 관중석이나 덕아웃의 뒤로 밀려들어가 넘어갔을 경우: 이런 경우에도 주자들한테 1개의 안전진루권이 주어진다. 타자는 아웃이 되지만 외야수나 내야수가 공을 잡으면서 관중석이나 덕아웃에 들어가면 이것은 볼데드로 보기 때문에 주자들에게도 1개의 안전진루권이 부여되는 것이다. 홈런존이 되는 관중석에서 외야수가 타구를 잡으면 타자는 아웃이지만 누상에 주자가 있다면 무조건 다음의 누상으로 안전하게 진루할 수가 있다.

- 투수가 타자에게 투구한 공이나 주자를 향한 견제구가 관중석이나 덕아웃으로 들어간 경우: 투수가 주자를 견제하기 위해 던진 견제구가 관중석이나 덕아웃으로 들어간 경우에도 주자들에게 다음의 누상으로 1개의 안전진루권이 주어지며 투수가 타자에게 투구한 공이 관중석이나 덕아웃으로 들어간 경우는 흔히 있는 경우가 아니지만 이런 경우가 발생하면 주자들은 물론이고 타자도 볼넷, 몸에 맞는 공, 타격방해처럼 자동으로 1루에 진출하게 된다.

- 투수가 투구한 공이 포수나 심판의 마스크에 끼인 경우: 이런 경우에도 누상에 주자가 있다면 누상의 주자들한테 다음의 누상으로 1개의 안전진루권이 부여된다. 단, 타자의 경우에는 오로지 삼진이 되는 공이 포수나 주심의 마스크에 끼인 경우에만 다음의 누상으로 안전진루권이 부여되며 삼진이 되지 않는 공이라면 주자들에게만 1개의 안전진루권이 주어지게 된다.

### 안전진루권이 2개가 주어지는 경우
이 문단에선 안전진루권이 2개가 주어지는 경우를 서술한다.
- 외야수나 내야수들이 송구를 한 것이 관중석이나 덕아웃으로 들어간 경우: 이런 경우에는 누상의 주자들한테 2개의 안전진루권이 주어지게 된다. 만약 1루주자가 아웃되지 않은 상태에서 2루에 안전하게 도달했을 때 외야수나 내야수들이 송구를 한 것이 관중석이나 덕아웃으로 들어가면 이럴 경우에도 2개의 안전진루권이 주어져서 홈까지 들어올 수가 있다.

- 외야수나 내야수가 송구 중인 공을 글러브로 맞추거나 자신의 유니폼, 모자로 맞추는 경우: 이런 경우에도 누상의 주자들에게 2개의 안전진루권이 주어지게 된다. 누상의 주자들뿐만 아니라 타자에게도 2개의 안전진루권이 부여된다.

- 그라운드 룰 더블: 인정 2루타라고 부르기도 하며 이런 경우에도 타자와 누상의 주자들에게 2개의 안전진루권이 부여된다.

### 안전진루권이 3개가 주어지는 경우
이문단에선 안전진루권이 3개가 주어지는 경우를 서술한다.
- 타자가 친 공을 외야수나 내야수가 고의로 글러브, 자신의 유니폼, 모자, 또는 유니폼에 부착된 다른 물건을 이용해 막거나 진로를 변경시킨 경우: 이런 경우에는 누상의 주자들과 타자에게 3개의 안전진루권이 부여된다. 만일 외야수나 내야수가 선상에 구르고 있는 볼을 몸을 사용하지 않고 어띠한 방법을 사용하든지 간에 고의로 타구를 굴절시키거나 왜곡시킨 경우에도 누상의 주자들과 타자에게 3개의 안전진루권이 주어지게 된다. 이것이 만약 파울존으로 들어간다면 이것을 파울로 인정하지 않는다.

### 안전진루권이 4개가 주어지는 경우
이 문단에선 안전진루권이 4개가 주어지는 경우를 서술한다.
- 홈런: 투수가 던진 투구를 타자가 페어존의 담장을 넘긴 것으로서 이럴 경우에는 누상의 주자들과 타자에게 홈까지의 4개에 안전진루권이 부여된다.

## 같이 보기
- 야구
- 기록